# Fjärilar i magen
Fjärilar i magen è il settimo album del cantante svedese Darin, pubblicato nel 2015.

## Tracce
1. Lagom – 3:30
2. Ta Mig Tillbaka – 3:10
3. Juliet – 3:35
4. Göteborg – 4:08
5. Följa John – 3:05
6. Vilse i dig – 2:55
7. Tank dig – 4:08
8. I din hand – 2:54
9. Kom med mig – 3:12
10. Vintern – 4:34
11. Nattmänniska – 3:46

## Classifiche
| Classifica | Posizione |
| ---------- | --------- |
| Svezia     | 1         |